# Dworzec autobusowy w Dnieprze
Dworzec autobusowy w Dnieprze – położony około 500 m od Dworca kolejowego, ul. Kurczatowa 10. Oddany do użytku w latach 90. XX wieku. Dojazd tramwajami nr 1, 11, 14, 15. Realizuje autobusowe połączenia na terenie całego kraju i zagraniczne. Strona internetowa dworca (bardzo skromna) dopas.dp.ua.
Poprzedni dworzec autobusowy znajdował się kilkaset metrów wcześniej – praktycznie naprzeciwko dworca kolejowego (po skosie w prawo przez plac przed dworcem idąc z niego). Na miejscu poprzedniego dworca znajduje się dziś rynek "Słowianka".